# E234 (trasa europejska)
E234 – trasa europejska biegnąca przez Niemcy. Zaliczana do tras kategorii B droga łączy Cuxhaven z Walsrode. Jej długość wynosi 167 km.